# Vienna Vikings 2024
Questa voce raccoglie le informazioni riguardanti i Vienna Vikings nelle competizioni ufficiali della stagione 2024.

## Femminile

### AFL - Division Ladies 2024

#### Stagione regolare
| Vienna 8 giugno 2024, ore 15:00 CEST 2ª giornata | Vienna Vikings Ladies | 0 – 48 (0-12 0-20 0-0 0-16) referto | Tirol Raiders Ladies/ Schwaz Hammers Ladies | Footballzentrum Ravelinstraße |

| Vienna 23 giugno 2024, ore 14:00 CEST 3ª giornata | Vienna Vikings Ladies | 13 – 27 (6-6 0-6 7-8 0-7) referto | Salzburg Ducks Ladies | Footballzentrum Ravelinstraße |

| Innsbruck 13 luglio 2024, ore 18:00 CEST 5ª giornata | Tirol Raiders Ladies /Schwaz Hammers Ladies | 70 – 33 (22-12 24-7 8-14 16-0) referto | Vienna Vikings Ladies | Football Bundes Leistungs Zentrum |

| Salisburgo 20 luglio 2024, ore 16:00 CEST 6ª giornata | Salzburg Ducks Ladies | 42 – 6 referto | Vienna Vikings Ladies | Ducks Pond |

### Statistiche di squadra
| Competizione      | %Vittorie | In casa | In casa | In casa | In casa | In casa | In casa | In trasferta | In trasferta | In trasferta | In trasferta | In trasferta | In trasferta | Totale | Totale | Totale | Totale | Totale | Totale |
| Competizione      | %Vittorie | G       | V       | N       | P       | Pf      | Ps      | G            | V            | N            | P            | Pf           | Ps           | G      | V      | N      | P      | Pf     | Ps     |
| ----------------- | --------- | ------- | ------- | ------- | ------- | ------- | ------- | ------------ | ------------ | ------------ | ------------ | ------------ | ------------ | ------ | ------ | ------ | ------ | ------ | ------ |
| Stagione regolare | .000      | 2       | 0       | 0       | 2       | 13      | 75      | 2            | 0            | 0            | 2            | 39           | 112          | 4      | 0      | 0      | 4      | 52     | 187    |
| Totale            | .000      | 2       | 0       | 0       | 2       | 13      | 75      | 2            | 0            | 0            | 2            | 39           | 112          | 4      | 0      | 0      | 4      | 52     | 187    |